# Sussuman
Sussuman (russisch Сусуман, translit. Susuman) ist eine Kleinstadt in der Oblast Magadan (Russland) mit 4439 Einwohnern (Stand 1. Oktober 2021).

## Geographie
Die Stadt liegt im Kolymagebiet, etwa 650 km nördlich der Oblasthauptstadt Magadan, unterhalb der Mündung des Sussuman in den Bjorjoljoch (Bereljoch), einen linken Zufluss des linken Kolyma-Quellflusses Ajan-Jurjach.
Die Stadt Sussuman ist Verwaltungszentrum des nach ihm benannten Rajons Sussumanski.

## Geschichte
Der Name ist von der ewenkischen Bezeichnung kuchuman – Schneesturm – für den hier in den Bjorjoljoch mündenden Nebenfluss abgeleitet.
Sussuman entstand 1936 als kleine Siedlung, die ab 1938 mit dem Beginn der großmaßstäblichen Goldförderung ausgebaut wurde. An den Ursprung erinnert auch das Wappen der Stadt, das einen stilisierten Goldbagger zeigt.
Im gesamten Gebiet entstanden bald unzählige Straflager im System des Gulag. Von 1949 bis 1956 befand sich in Sussuman die Verwaltung eines der größten sowjetischen Lager, des Saplag (Sapadny trudowo-isprawitelny lager/ Westliches Arbeits- und Besserungslager des Dalstroi, der Bauhauptverwaltung des Fernen Nordens), in dem zeitweilig bis zu 16.600 Menschen inhaftiert waren. 1964 erhielt der Ort Stadtrecht.
Mit der Wirtschaftskrise der 1990er Jahre sank die Bevölkerungszahl dramatisch.

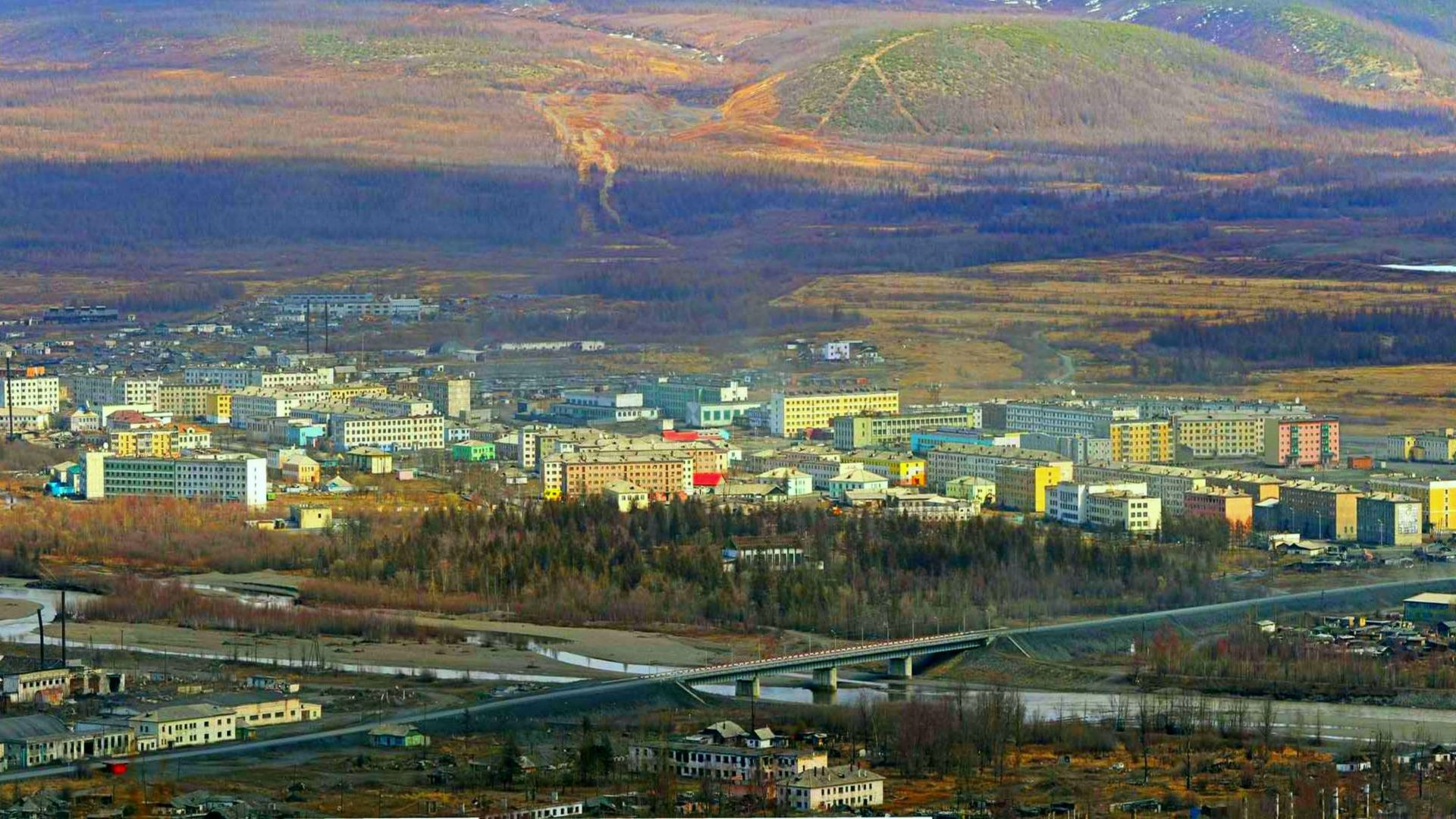
Blick auf Sussuman
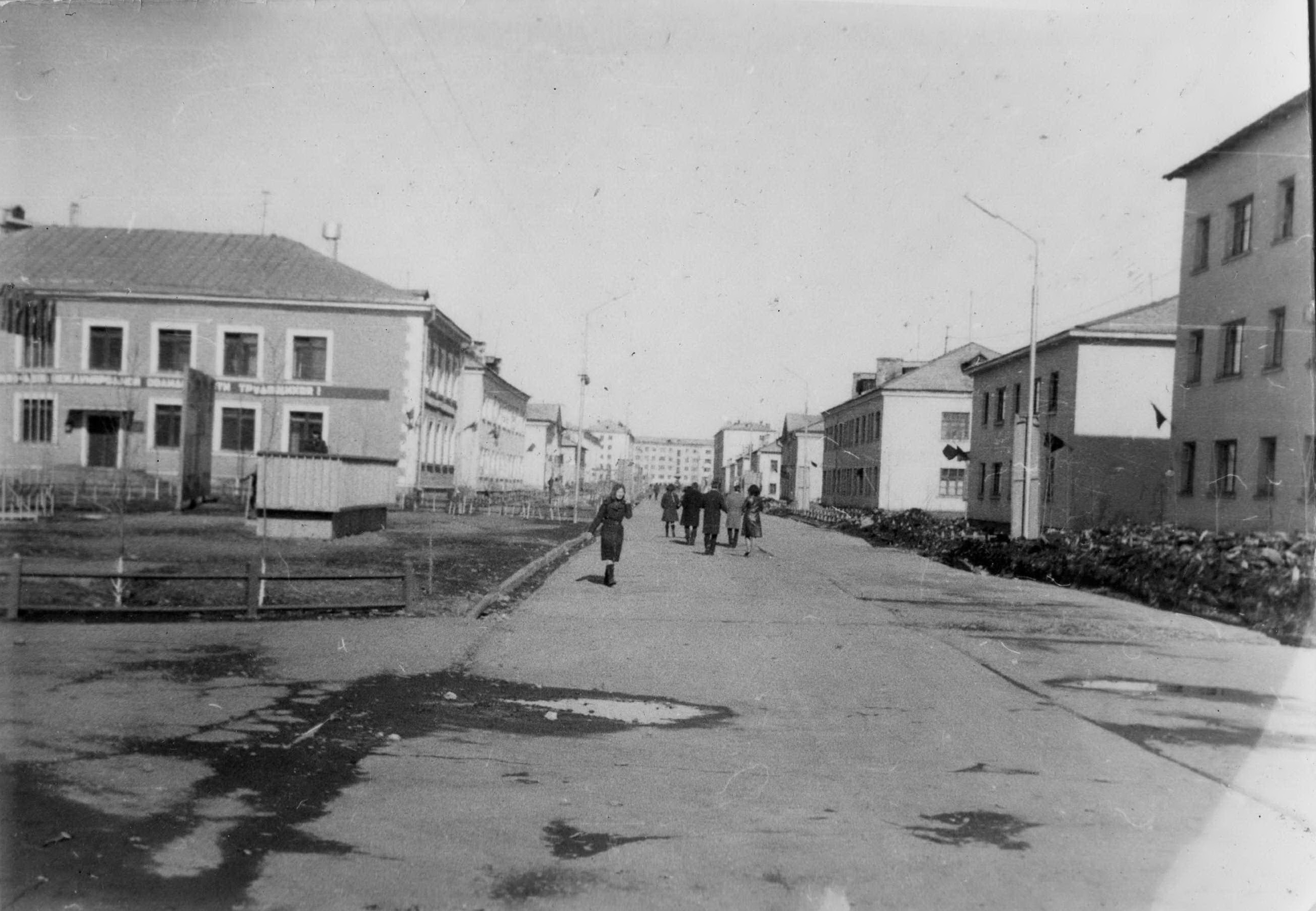
Sowetskaja-Straße in den 1970er-Jahren

### Bevölkerungsentwicklung
| Jahr | Einwohner |
| ---- | --------- |
| 1959 | 13.310    |
| 1970 | 12.643    |
| 1979 | 16.025    |
| 1989 | 16.818    |
| 2002 | 7.833     |
| 2010 | 5.855     |
| 2021 | 4.439     |

Anmerkung: Volkszählungsdaten

## Wirtschaft und Infrastruktur
Sussuman ist eines der Zentren der Goldförderung im Kolymagebiet. Daneben gibt es Unternehmen der Bau- und Lebensmittelwirtschaft.
Die Stadt liegt an der „Fernstraße föderaler Bedeutung“ R504 Kolyma Jakutsk–Magadan (Kilometer 1187 ab Jakutsk) und besitzt einen Flughafen.

## Persönlichkeiten
- Ljudmila Sawrulina (* 1951), Eisschnellläuferin
- Jefim Schifrin (* 1956 in Neksikan bei Sussuman), Schauspieler